# ブレーメン空港
ブレーメン空港（Flughafen Bremen）はドイツ・ブレーメンにある国際空港である。

## 略歴
1913年、ブレーメン州議会から航空協会に公式に認可が下り、空港の運用開始。1920年、KLMがアムステルダムからブレーメン、ハンブルクを経由してコペンハーゲンまで運航する便を就航させる。第二次世界大戦直後、米軍に接収されるが、1949年に返還される。1950年代、米軍帰還兵のためにニューヨークとリオデジャネイロの間に便が設定された。1989年、旅客人員が初めて100万人を突破する。

## 空港アクセス
1998年よりトラム（6系統）が乗り入れ、毎日10分間隔（日・祝は30分間隔）で運行している。ブレーメン中心部までの所要時間は約17分。

## 主な航空会社
コードシェア・季節運航も含む
- ルフトハンザ
- ユーロウイングス
- TUI航空
- ターキッシュ エアラインズ

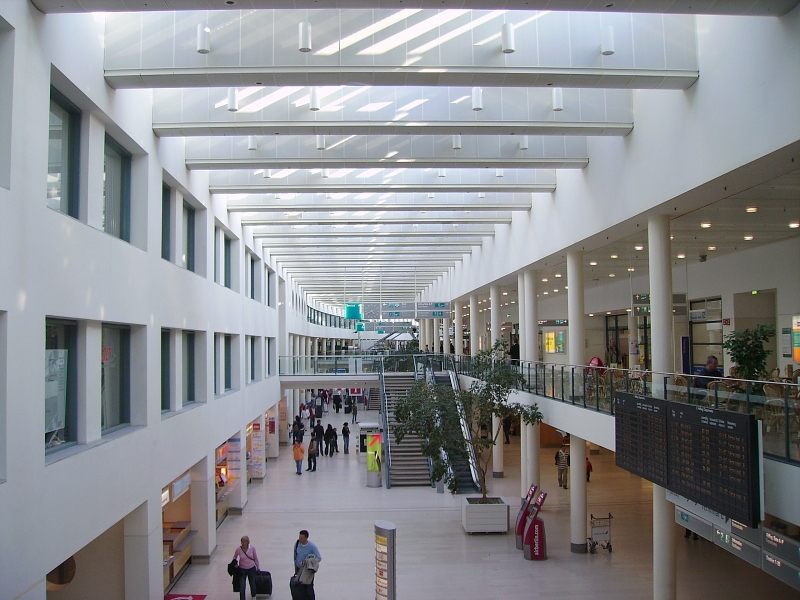
空港ロビー

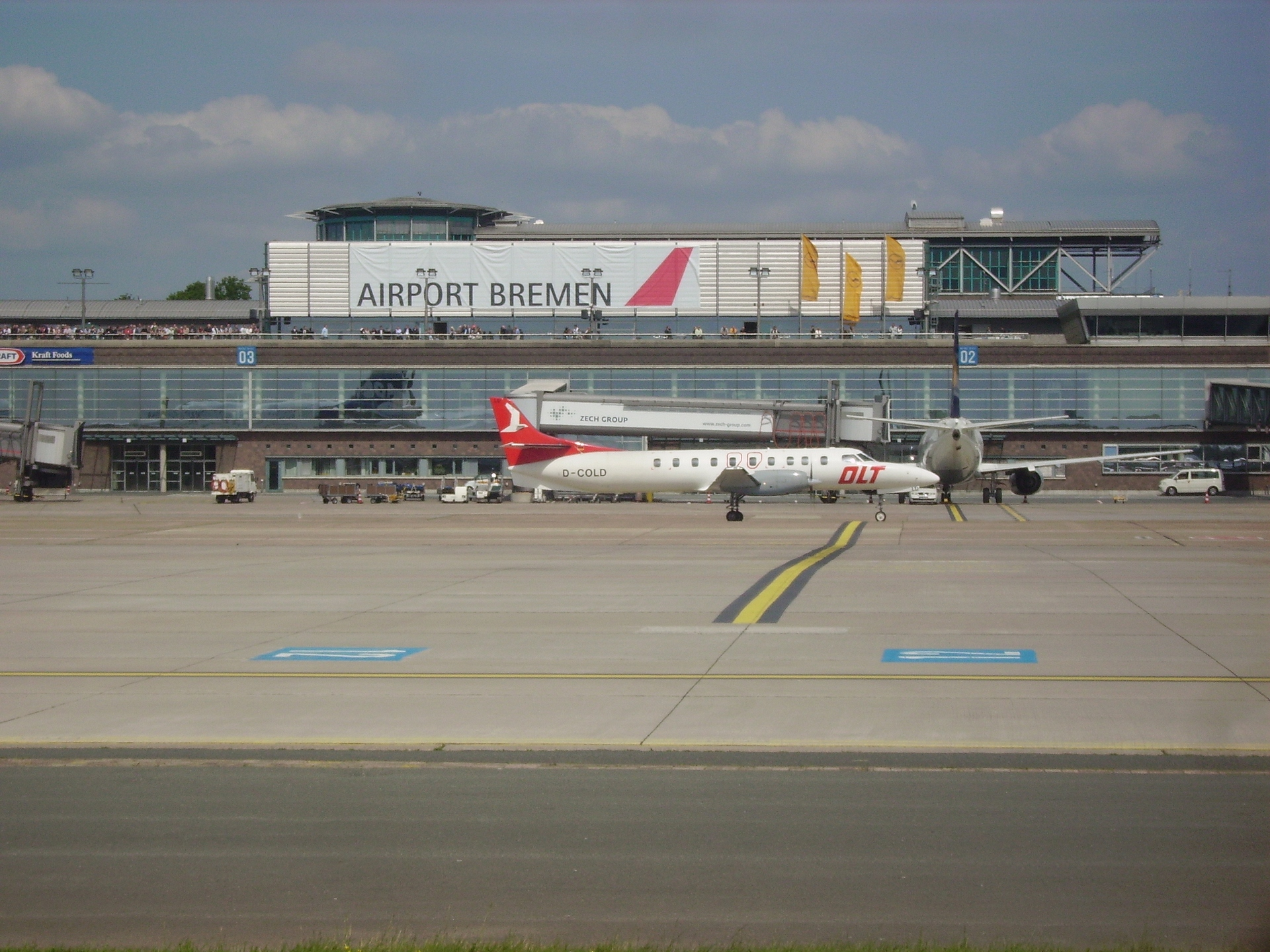
滑走路より望んだターミナルビル

- サンエクスプレス
- ウィズエアー
- ライアンエアー
- KLMオランダ航空

## その他
- ブレーメン市内には航空宇宙の企業や研究所があることから、空港ロビーには国際宇宙ステーションの大型模型が吊り下げれている。
- 空港内に「ブレーメンホール」と呼ばれる小型飛行機・宇宙探査関連の博物館が設置され、Ju52や最初の宇宙実験モジュールなどが展示されている。
- 2007年よりライアンエアーが当空港を新たな準ハブ空港にしている。